# 北京大学肿瘤医院
北京肿瘤医院暨北京市肿瘤防治研究所，兼挂牌北京大学肿瘤医院，是一所三级甲等肿瘤专科医院，由北京大学、北京市医院管理中心共同管理。医院同时承担北京大学临床肿瘤学院的任务。医院位于海淀区阜成路52号。
医院职工近2600人，设有36个临床科室，14个医技科室，10个基础研究科室,4个基础平台科室,开放床位801张。